# Ernesto Brivio
Ernesto Brivio (Milánó, 1915. – Como, 1976. december 11.) olasz jobboldali politikus, üzletember, sportmenedzser.

## Politikai tevékenysége
Ernesto Brivio Mussolini egyik végsőkig kitartó híve volt. „Az utolsó gépfegyversorozat” becenevet adta magának, mert a Salói Köztársaság összeomlásakor elmondása szerint ő adta le a legvégső lövéseket. A háború után számos vállalkozásba fogott, filmproducerként is tevékenykedett. Egy ideig Kubában Fulgencio Batista híveként és közeli munkatársaként tevékenykedett, mint a diktátor ifjúsági gárdájának vezetője. Később Olaszországban nagy vagyonát Batistától eredeztette.
1962-ben már az SS Lazio labdarúgócsapat elnökeként fellépett az Olasz Szociális Mozgalom  (MSI) nevű olasz neofasiszta párt akkori vezetője, a sokak által puhánynak tartott Arturo Michelini kihívójaként. A római közigazgatási választásokon az MSI színeiben indult, hatalmas kampányt vitt végig, és 35 000 szavazatot szerzett, többet, mint a neofasiszták választási listájának élén álló Augusto De Marsanich.
A párt vezetéséért indított küzdelmét azonban félbe kellett hagynia, mert az olasz ügyészség nagyarányú gazdasági bűntettek miatt elfogató parancsot adott ki ellene, és Brivio egy időre illegalitásba vonult.

## Fordítás
- Ez a szócikk részben vagy egészben  az   Ernesto Brivio című olasz Wikipédia-szócikk ezen változatának fordításán alapul.  Az eredeti cikk szerkesztőit annak laptörténete sorolja fel. Ez a jelzés csupán a megfogalmazás eredetét és a szerzői jogokat jelzi, nem szolgál a cikkben szereplő információk forrásmegjelöléseként.